# Fabien Thiémé
Pour les articles homonymes, voir Thieme.
Fabien Thiémé, né le 11 juillet 1952 à Valenciennes et mort le 27 décembre 2019 à Lille, est un homme politique français. 
Membre du Parti communiste français, il a été conseiller général du canton de Valenciennes-Est, député du Nord, conseiller régional et maire de Marly.

## Biographie
Fabien Thiémé est né le 11 juillet 1952 à Valenciennes dans le Nord.
Fils du résistant Eugène Thiémé, connu sous le nom de Colonel Michel (francs-tireurs et partisans), il commence sa carrière professionnelle comme fraiseur aux Ateliers de construction du Nord de la France (ANF).
Très vite, il s’engage en tant que délégué CGT, avant de devenir permanent de sa fédération dès l’âge de 24 ans.
Il est élu maire de Marly en mars 2008, successivement député suppléant de Georges Bustin, conseiller général du canton de Valenciennes-Est de 1988 à 1992 et de 1998 à 2015 et conseiller régional de 1998 à 2004. En 2015, il se présente dans le nouveau canton de Marly en tandem avec Véronique Buisine, mais est éliminé dès le premier tour. 

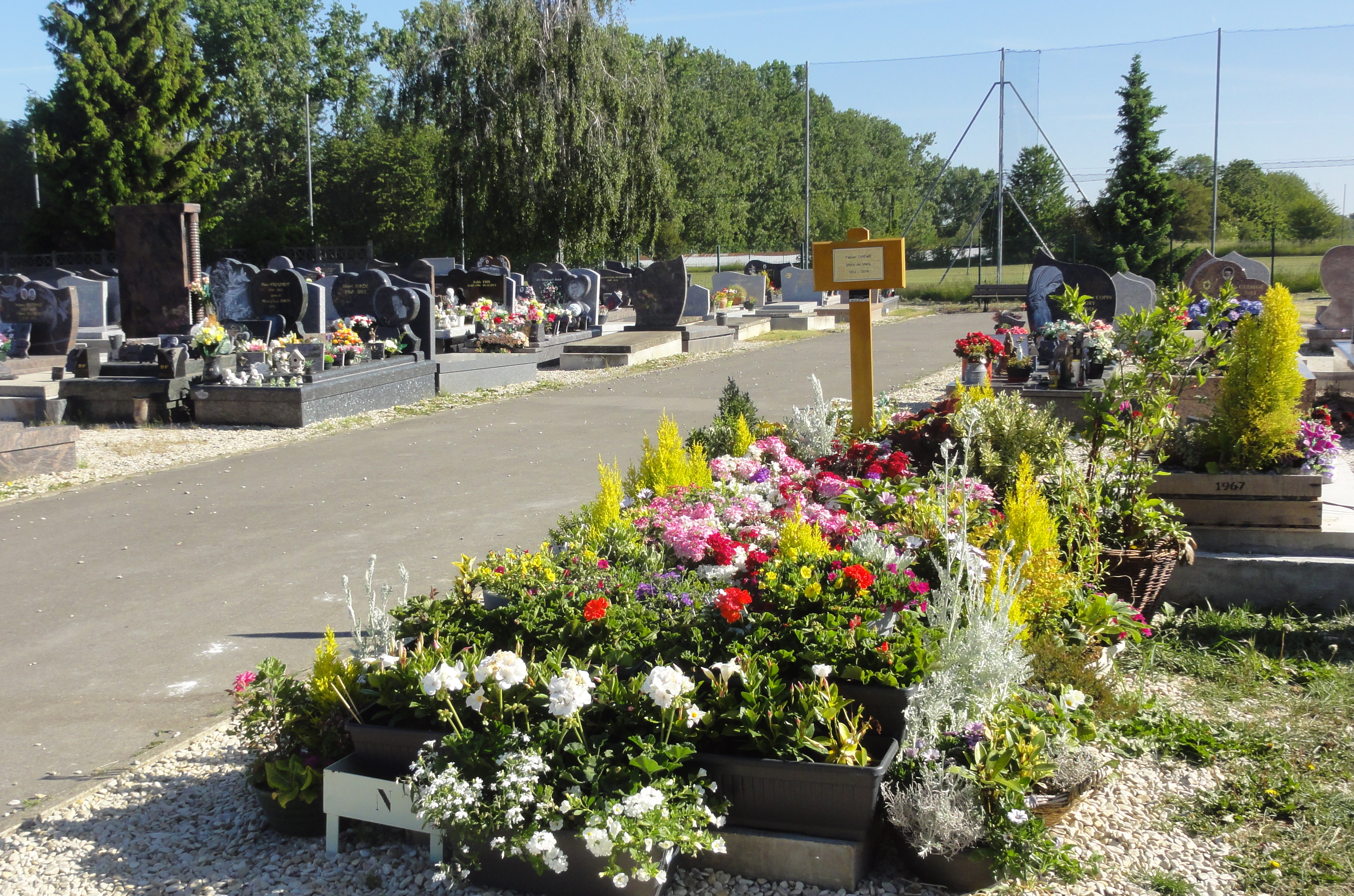
Sa tombe.

En 2015, l'annulation des précédentes élections municipales par le Conseil d’État provoque de nouvelles élections , auxquelles il se représente. Il est réélu avec 59,24 % des suffrages exprimés.
Il est également vice-président au sein de la Communauté d'agglomération de Valenciennes Métropole, chargé de la lutte contre les inondations.
Il est député de la 21e circonscription du Nord de 1988 à 1993.  Il est à nouveau candidat lors des élections législatives de 1993, mais est battu au second tour par le maire de Valenciennes d'alors, Jean-Louis Borloo. Il retente sa chance aux élections législatives de 1997, et à  celles de 2012, sans jamais pouvoir reconquérir son siège de député.
Il meurt dans la soirée du 27 décembre 2019 à l'âge de 67 ans des suites d'une infection cardiaque, l'annonce de son décès a lieu le lendemain. Il est enterré le 4 janvier 2020 au cimetière de Marly. À la suite de son décès, il reçoit les hommages unanimes de nombreuses personnalités politiques françaises de tous bords,. Le président de la République, Emmanuel Macron, salue  « l’inlassable engagement de cet homme qui a consacré sa vie au service de sa région, de ses habitants […] un homme de cœur, qui ne pensait qu’à les servir, à améliorer leur quotidien, à rendre la vie de leurs communautés toujours plus fraternelle, un homme au service des autres, […] combattant sans relâche pour les trois valeurs cardinales de notre République ».

## Distinction
Le 1er janvier 2017, Fabien Thiémé est nommé chevalier de la Légion d’honneur.